# Stazione meteorologica di Fiuggi Fonte
La stazione meteorologica di Fiuggi Fonte è la stazione meteorologica di riferimento relativa all'omonima località del comune di Fiuggi.

## Coordinate geografiche
La stazione meteorologica è situata nell'Italia centrale, nel Lazio, in provincia di Frosinone, nel comune di Fiuggi, in località Fonte di Fiuggi, a 621 metri s.l.m. e alle coordinate geografiche 41°47′N 13°13′E.

## Dati climatologici
Secondo i dati medi del trentennio 1961-1990, la temperatura media del mese più freddo, gennaio, si attesta a +4,5 °C, mentre quella del mese più caldo, agosto, è di +21,6 °C .
| Fiuggi Fonte       | Mesi | Mesi | Mesi | Mesi | Mesi | Mesi | Mesi | Mesi | Mesi | Mesi | Mesi | Mesi | Stagioni | Stagioni | Stagioni | Stagioni | Anno |
| Fiuggi Fonte       | Gen  | Feb  | Mar  | Apr  | Mag  | Giu  | Lug  | Ago  | Set  | Ott  | Nov  | Dic  | Inv      | Pri      | Est      | Aut      | Anno |
| ------------------ | ---- | ---- | ---- | ---- | ---- | ---- | ---- | ---- | ---- | ---- | ---- | ---- | -------- | -------- | -------- | -------- | ---- |
| T. max. media (°C) | 8,7  | 9,4  | 12,2 | 15,8 | 20,4 | 24,4 | 27,5 | 27,9 | 23,7 | 18,3 | 13,2 | 9,4  | 9,2      | 16,1     | 26,6     | 18,4     | 17,6 |
| T. min. media (°C) | 0,3  | 0,9  | 3,2  | 6,4  | 8,9  | 12,6 | 14,9 | 15,3 | 13,0 | 9,2  | 4,9  | 1,9  | 1,0      | 6,2      | 14,3     | 9,0      | 7,6  |